# سندرم پرادر–ویلی
سندرم سندرم پرادر–ویلی (به انگلیسی: Prader-Willi syndrome) یک ناهنجاری ژنتیکی پیچیده است که بیشتر بخش‌های بدن را تحت تأثیر قرار می‌دهد. در کودکان این سندرم به صورت ضعف‌های عضلانی، مشکلات تغذیه‌ای، رشد ضعیف و تأخیر رشدی ظاهر می‌شود. این سندرم برای اولین بار در سال ۱۹۵۶ توسط (Andrea Prader(1919-2001 و (Heinrich Willi(1900-1971 توصیف شد. اوایل دوران خردسالی افراد مبتلا دارای اشتهای سیری ناپذیری بوده که آنان را به سمت پرخوری مزمن و چاقی پیش می‌برد. برخی از مبتلایان سندرم پرادر ویلی، به ویژه آنان که دارای اضافه وزن هستند مبتلا به دیابت شیرین نوع ۲ (بدون نیاز به تزریق انسولین) می‌شوند (دیابت نوع ۲) (معمول‌ترین نوع دیابت که در دوران بارداری زنان اتفاق می‌افتد و بعد از دوران بارداری رفع می‌شود).
مبتلایان به سندرم پرادر ویلی معمولاً دارای مشکلات ذهنی خفیف و ناتوانی در یادگیری می‌شوند و دارای مشکلات رفتاری چون بدخلقی، لجاجت و کندن پوست با ناخن هستند. از سایر ویژگی‌ها شاخص می‌توان به باریک بودن پیشانی، چشم‌های بادامی شکل، دهان مثلثی، قد کوتاه و دست و پای کوتاه اشاره کرد. برخی از افراد سندرم پرادر ویلی معمولاً پوست ضعیف و موهای روشن دارند. مبتلایان مؤنث و هم مذکر اندام‌های تناسلی نمو نیافته و رشد نکرده و تأخیر رشدی در سنین نوجوانی دارا بوده که همه این عوامل باعث نازا (infertile) بودن این افراد می‌شود.

## فراوانی سندرم پرادر–ویلی
سندرم پرادر–ویلی با تخمین ۱ در ۱۰ هزار تا ۳۰ هزار تولد در جهان وجود دارد.

## علت پدید آمدن

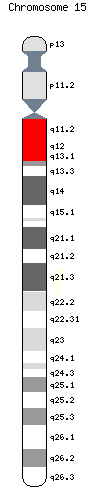
حذف ناحیه کروموزومی در سندرم آنجلمن و پرادر-ویلی

سندرم پرادر–ویلی به خاطر ار دست رفتن ناحیه‌ای در بازوی بلند کروموزوم ۱۵ پدری (کروموزومی که از پدر به ارث می‌رسد) به وجود می‌آید. در واقع ژن‌های ضروری و مهمی در کروموزوم پدری حذف می‌شوند و در کروموزوم مادری به علت پدیده حک گذاری ژنی (Genomic imprinting) خاموش هستند. تمام افراد نرمال دارای ۲ کروموزوم ۱۵ سالم هستند که یکی از پدر و دیگری از مادر به ارث رسیده است که برخی از ژن‌ها در یکی فعال و در دیگری خاموش است و برخی نیز برعکس هستند، اگر ناحیه 15 q11 q13 در کروموزوم پدری دچار حذف شود سندرم پرادر ویلی را سبب می‌شود که نبود ژن SNRPN به گفته محققان عامل اصلی این سندرم است. از دیگر ژن‌های حذف شده در این ناحیه که باعث بروز نشانه‌های سندرم می‌شود می‌توان به ژن necdin اشاره کرد. حذف این ناحیه کروموزومی از کروموزوم ۱۵ مادری به دلیل حذف ژن UBE3A که در همسایگی ژن SNRPN قرار دارد و در کروموزوم مادری روشن و در کروموزوم پدری خاموش است سندرم آنجلمن را به وجود می‌آورد بنابراین می‌توان گفت این دو سندرم با هم رابطه خواهری دارند. یکی دیگر از عوامل به وجود آورنده سندرم پرادر ویلی دیزومی کروموزوم ۱۵ مادری (به ارث بردن هر دو کروموزوم ۱۵ از مادر) به خاطر نقص در میوز و پدیده عدم تفرق کروموزوم (Nondisjunction) است که با توجه به خاموش بودن ژن‌های مرتبط در کروموزوم مادری سندرم پرادر ویلی بروز می‌یابد.